# Lars Gärtner
Lars Gärtner (* 20. September 1974 in Essen) ist ein ehemaliger deutscher Schauspieler.

## Leben
Nach seinem Abitur besuchte Gärtner 1995 die Folkwang Hochschule in Essen und studierte modernen Tanz. Von 1995 bis 1999 wurde er an der Schauspielschule Bochum zum Schauspieler ausgebildet. Gleichzeitig nahm er die zweijährige Fortbildung „Humanistisches Psychodrama“ bei Hans-Werner Gessmann im Duisburger Psychotherapeutischen Institut Bergerhausen wahr.
Seine erste Rolle in einem Fernsehfilm hatte Lars Gärtner 1997 in Natalie – Die Hölle nach dem Babystrich. Es folgten danach in erster Linie Rollen für Fernsehproduktionen wie zum Beispiel für Tatort. Allerdings trat er auch in bekannten deutschen Kinofilmen wie Das Experiment und Late Show auf. Im Jahr 2009 war er in einer Nebenrolle in der Comedy-Serie Der Lehrer zu sehen. Bekannteste Rollen von Lars Gärtner waren die des Timo Becker in der Fernsehserie Stromberg und seine Verkörperung von Oli Kottke in der Vorabendserie Da kommt Kalle.
Von 2007 bis 2014 war Gärtner mit der Schauspielerin Katharina Schubert verheiratet. Anfang 2009 stieg er in die van der Ven – Dental GmbH & Co. KG in Ratingen ein, die Firma seines Vaters. Dort ist er heute einer der drei Geschäftsführenden Gesellschafter.

## Filmografie (Auswahl)
- 1997: Natalie – Die Hölle nach dem Babystrich (Fernsehfilm)
- 1999: SK-Babies (Fernsehserie)
- 1999: Late Show
- 2000: Tatort – Das letzte Rodeo (Fernsehreihe)
- 2001: Das Experiment
- 2002: Heimatfilm (Fernsehfilm)
- 2002: Die Cleveren (Fernsehserie)
- 2002: Tatort – Rückspiel  (Fernsehreihe)
- 2002: Bloch – Schwarzer Staub
- 2003: Die Stunde der Offiziere (Fernsehfilm)
- 2003: Wilde Engel (Fernsehserie)
- 2004: Tatort – Eine Leiche zu viel (Fernsehreihe)
- 2005: Scharf wie Chili (Fernsehfilm)
- 2005: Berlin, Berlin (Fernsehserie)
- 2005: Tsunami (Fernsehfilm)
- 2005–2011: Stromberg (Fernsehserie) (30 Folgen)
- 2005: Am Tag als Bobby Ewing starb
- 2006: Da kommt Kalle (Fernsehserie)
- 2006: Die Nonne und der Kommissar (Fernsehfilm)
- 2006: Unter weißen Segeln – Träume am Horizont (Fernsehserie)
- 2006: Der Untergang der Pamir (Fernsehfilm)
- 2006: Tatort – Unter Kontrolle (Fernsehreihe)
- 2007: Kuckuckszeit (Fernsehfilm)
- 2008: Alter vor Schönheit
- 2008: SOKO Wismar (Fernsehserie)
- 2008: SOKO Leipzig (Fernsehserie)
- 2008: Die Nonne und der Kommissar 2 – Der gefallene Engel (Fernsehfilm)
- 2009: Der Lehrer (Fernsehserie)
- 2009: Die Nonne und der Kommissar – Todesengel
- 2014: Stromberg – Der Film (Gastauftritt)